# Badische Landessammelschiene
Als Badische Landessammelschiene, Landessammelschiene des Badenwerks oder Landessammelschiene (Baden) wurde die 110-kV-Drehstromfreileitung des Badenwerks bezeichnet, die zwischen 1924 und 1926 errichtet wurde und von der Station Scheibenhardt bei Karlsruhe über Offenburg und Villingen nach Laufenburg führte. Über die zweikreisige Leitung konnte aufgrund der Verbindung Scheibenhardts mit dem Umspannwerk Mannheim-Rheinau noch vor Fertigstellung der Nord-Süd-Leitung des RWE ein Verbundbetrieb zwischen süddeutschen und Schweizer Kraftwerken hergestellt werden. Die Leitung bildete das Rückgrat der badischen Elektrizitätsversorgung und erschloss große Teile des mittel- und südbadischen Raums. Noch heute sind große Teile der Leitungstrasse in Betrieb, wenn auch die meisten Freileitungsmasten der 1920er Jahre durch Neubauten ersetzt wurden. Diese lehnen sich in ihrer Gestaltung an die Form der Originalmasten an.

## Geschichte

### Aufbau einer Landeselektrizitätsversorgung
Keimzelle der Landeselektrizitätsversorgung Badens war das Pumpspeicherkraftwerk an der Murg bei Forbach. Der Grundstein hierfür wurde 1912 gelegt, als die Badische Ständeversammlung den Bau und Betrieb des Werks durch die Badische Oberdirektion für Wasser- und Straßenbau beschloss. Ursprünglich war geplant, nur das Kraftwerk in staatlicher Regie zu betreiben und die weitere Verteilung der dort erzeugten elektrischen Energie in städtische und kommunale Hand zu legen. 1913 begann der Bau des Murgkraftwerks und der Talsperre. In die Bauzeit fiel der Erste Weltkrieg und daran anschließend die politischen Umwälzungen in Deutschland – im Zuge der Novemberrevolution wurde die Republik Baden proklamiert. Fertigstellung des Murgwerks war November 1918. Die neue provisorische Regierung beschloss im Dezember 1918, nicht nur die Erzeugung, sondern auch die Verteilung des elektrischen Stroms in staatliche Hand zu legen. Im Frühjahr 1919 war dieses Vorhaben umgesetzt, sodass vom fertigen Murgkraftwerk erstmals eine Hochspannungsleitung mit 110 kV Spannung ins rund 40 km entfernte Umspannwerk Scheibenhardt südlich von Karlsruhe gebaut wurde. Von Scheibenhardt entstand eine Fortsetzung der 110-kV-Leitung bis nach Mannheim. Daneben fand ein flächendeckender Ausbau des regionalen Mittelspannungsnetzes im Gebiet zwischen Mannheim und Baden-Baden statt.
Es stand fest, dass die Ausmaße der geplanten Landesversorgung nicht mehr vom Staat alleine bewältigt werden kann, weshalb die Gründung einer staatlichen Aktiengesellschaft vorangetrieben wurde. Auch die Erfahrungen des Ersten Weltkriegs spielten hierbei eine Rolle. Am 6. Juli 1921 wurde schließlich die Badische Landeselektrizitäts-Versorgungs AG gegründet, die abgekürzt und ab 1938 offiziell Badenwerk hieß. Da das badische Staatsgebiet nicht alleine aus dem Murgkraftwerk versorgt werden könnte, war die Errichtung zahlreicher weiterer Kraftwerke vorgesehen. Noch im Jahr der Gründung schloss sich das Badenwerk mit den Pfalzwerken, der Stadt Mannheim und der Neckar AG zusammen, um das Großkraftwerk Mannheim als Dampfreserve zu realisieren.
Mehrere Laufwasserkraftwerke, deren Zahl weiter erhöht werden sollte, existierten bereits am Hochrhein zwischen Schaffhausen und Basel, der Südgrenze Badens zur Schweiz. Vom Kraftwerk Eglisau-Glattfelden der Nordostschweizerischen Kraftwerke wurde auch deutsches Gebiet beliefert, weshalb der badische Staat auch einen Anteil an ihm hielt. Dieser Anteil wurde ebenfalls auf das Badenwerk übertragen, sodass das Konzessionsgebiet des Badenwerks voneinander getrennte nord-, mittel- und südbadische Bereiche abdeckte.

### Bau der Leitung
Die Verbindung der bestehenden und in Realisierung befindlichen Kraftwerksstandorte untereinander war eine der vorgesehenen Aufgaben des Badenwerks. Anders als in Württemberg, wo noch längere Zeit eine unter kommunalen Verbänden aufgesplitterte Elektrizitätswirtschaft bestand, die teilweise untereinander in Konkurrenz stand, galt das Badenwerk als Musterbeispiel einer staatlich beherrschten Energieversorgung. Als solche schien auch die Elektrifizierung ländlicher und aus industrieller Sicht wenig lohnenswerter Gebiete rentabel. Die auf benachbarten linksrheinischem Gebiet operierenden Pfalzwerke realisierten schon seit der Gründung 1912 ein flächendeckendes Versorgungsnetz und betrieben seit 1914 Leitungen für 110 kV Spannung, was sie zum Vorbild der sich nach und nach gründenden Energieversorgungsunternehmen der deutschen Länder machte.
Die 1922 begonnene Erweiterung des Murgwerks um die Schwarzenbachtalsperre und die damit verbundene Zunahme der Stromproduktion um 46.000 kVA führten zum Ausbau des Leitungsnetzes. In einem 1923 erstellten Plan ist eine Verbindung des Umspannwerks Scheibenhardt mit dem Kraftwerk Laufenburg am Hochrhein per 100-kV-Leitung eingezeichnet. Die Trassenführung folgte von Scheibenhardt aus dem Oberrheingraben bis Offenburg, von dort dem Kinzigtal entlang auf die Höhen des Schwarzwalds und auf die Baar nach Villingen. Anschließend am östlichen Rand des Schwarzwalds bis in die Nähe von Waldshut und oberhalb des Hochrheins bis Laufenburg. Bei Rhina sollte der Rhein gekreuzt werden und die Leitung auf Schweizer Staatsgebiet wechseln. Dort sollte unmittelbar nach der Grenzquerung in die Schaltanlage des seit 1914 in Betrieb befindlichen Laufwasserkraftwerks eingespeist werden. Aufgestellt werden sollten Tannenbaummasten, wobei auch Tragmasten aus Holz zum Einsatz kommen sollten. Der am 30. Juli 1923 vom badischen Arbeitsministerium erteilten Genehmigung wurde seitens des Badenwerks zunächst nicht weiter gefolgt, da die Wasser- und Straßenbaudirektion Karlsruhe Zweifel an der Standsicherheit der vorgesehenen Masten hatte. Die Trassenführung blieb gleich.
Anfang 1925 begann der Bau der 215 km langen Leitung entsprechend den Trassenplänen, allerdings mit anderen Masten. Ausführendes Unternehmen beim Bau war die Brown, Boveri & Cie. mit dessen deutscher Niederlassung in Mannheim-Käfertal, die auch die Masten entwarf. Es wurden durchgehend Eisengitter-Tonnenmasten für die Aufnahme von zwei Erdseilen errichtet. Im Mai 1925 wurde die abgeänderte Planung zur Nachprüfung vorgelegt, ehe die Leitung Ende Dezember 1925 mit zunächst einem Stromkreis in Betrieb ging.

### Einrichtung des Verbundbetriebs

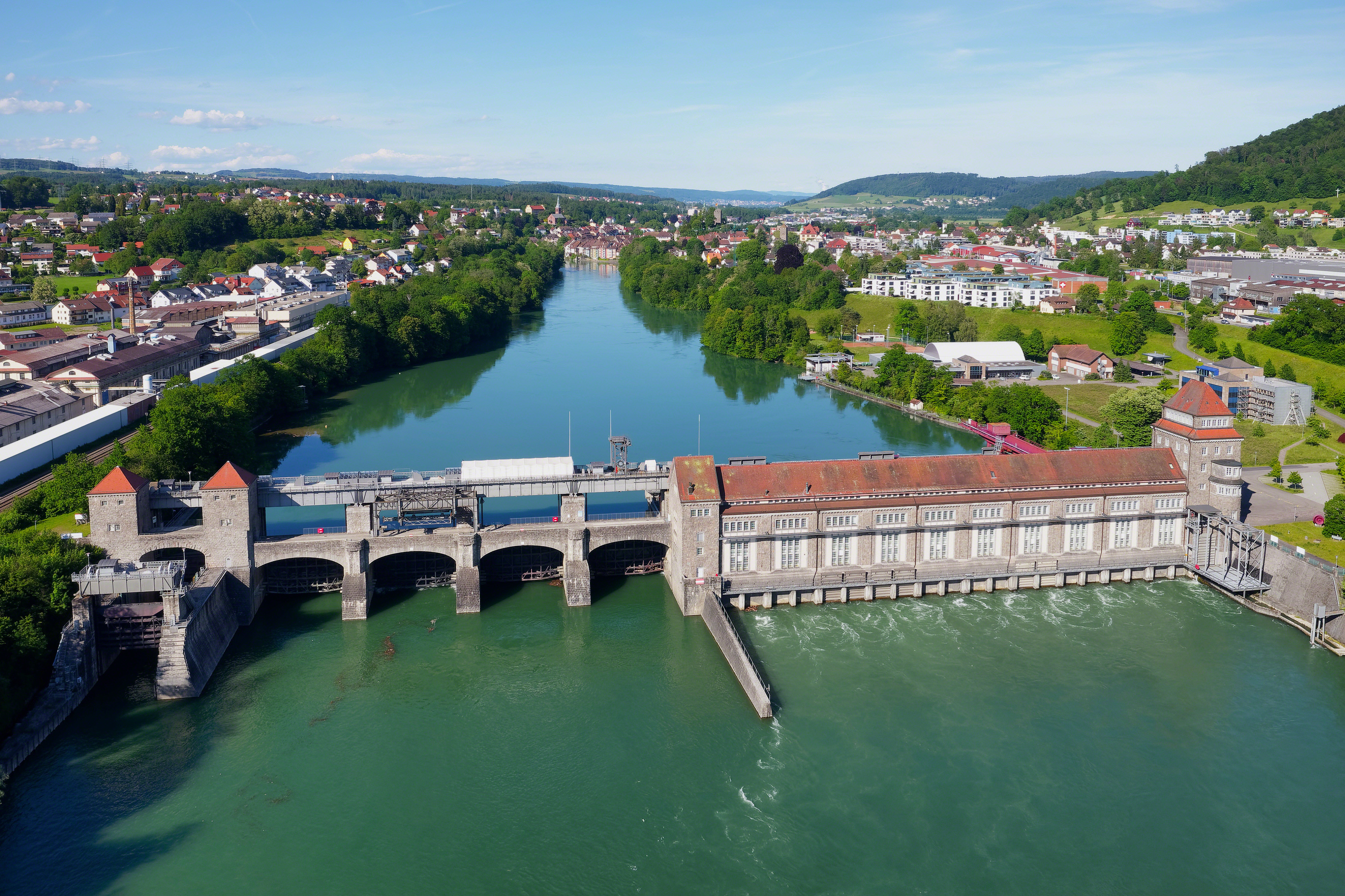
Benachbart zum Kraftwerk Laufenburg führte die Landessammelschiene in die Schaltanlage und stellte einen Verbund mit den Schweizer Energieversorgern her

Verbunden war das Umspannwerk Laufenburg auf Schweizer Seite mit den Nordostschweizerischen Kraftwerken (NOK). Ein Vertrag zwischen dem Badenwerk und der Schweizerischen Kraftübertragung AG Bern wurde geschlossen, um einen wechselseitigen Bezug elektrischer Energie ins jeweils andere Staatsgebiet bzw. dortige Verbundnetz einzuspeisen. Vertraglich festgelegt wurde der Import von 10.000 kW Leistung samstags und 14.000 kW sonntags aus der Schweiz nach Baden, im Gegenzug sollten 12.000 kW Spitzenstrom im Winter aus Baden in die Schweiz geliefert werden – jeweils 6.000 kW am Tag und bei Nacht. Da in der Schweiz im Sommer durch die Gletscherschmelze im Sommer mehr Wasserkraft zur Verfügung steht als im wasserärmeren Schwarzwald, ist der Schweizer Strom günstiger zu importieren, sodass der Import aus der Schweiz überwiegt. Der Import von Strom aus der Schweiz nach Baden begann im April 1926, der Export aus Baden in die Schweiz im November 1926. Ein Verbundbetrieb war somit hergestellt.
Der im Dezember 1926 fertiggestellte Abschnitt der Nord-Süd-Leitung des RWE zur Station Mannheim-Rheinau ermöglichte sogar eine Erweiterung des Verbundbetriebs zwischen Schweizer Wasserkraftwerken bis hin zu den Kohlekraftwerken des Rheinlands. Noch bevor 1930 diese Leitung auf voller Länge bis Vorarlberg fertiggestellt wurde, konnte über die Badische Sammelschiene ein Stromaustausch zwischen Rheinisch-Westfälischem Industriegebiet und den Alpen hergestellt werden. Zusätzlich gestützt wurde es durch Wasserkraftwerke im Schwarzwald und am Hochrhein. Neben der Schweizerischen Kraftübertragungs AG wurden auch Verträge mit der Kraftwerk Laufenburg AG und den Kraftübertragungswerken Rheinfelden abgeschlossen, um Engpässe in der Wasserkraftversorgung durch Energie aus rheinischen Kohlekraftwerken zu kompensieren.

### Entwicklungen nach Fertigstellung
Nach Fertigstellung der Leitung gingen entlang des Hochrheins zahlreiche weitere Wasserkraftwerke in Betrieb. Das Kraftwerk Laufenburg hatte Anfang 1931 eine installierte Leistung von 68.838 kW. Bis 1933 entstanden weitere Hochspannungsleitungen zwischen dem badischen und dem schweizerischen Netz: drei 110-kV-Leitungen verbanden die badischen Stationen Gurtweil und Schluchseewerk mit dem schweizerischen Klingnau und Dogern. Zwischen dem badischen Rheinweiler und Rheinfelden sowie dem schweizerischen Baden existierten drei 80-kV-Leitungen und zwischen dem badischen Stockach und dem schweizerischen Eglisau eine 45-kV-Leitung. Besonders die Gründung der AG Kraftwerk Ryburg-Schwörstadt als schweizerisch-deutsches Gemeinschaftsunternehmen sorgte für die Einrichtung dieser grenzüberschreitenden Verbindungen. Weitere Leitungen, die in die Schweiz führten, befanden sich im Besitz der AG Kraftwerke Laufenburg.
Auch entlang der 110-kV-Sammelschiene selbst kam es zu Erweiterungen. Zum 1. August 1928 wurde das badische Netz über Pforzheim mit dem der Württembergischen Landeselektrizitäts AG verbunden. Ursprünglich sollte eine derartige Verbindung schon Anfang der 1920er Jahre zwischen Villingen und Schwenningen eingerichtet werden. Letztlich entstand die Gemeinschaftsleitung zwischen dem größeren Netzknoten Obertürkheim und Pforzheim, die Demarkationsgrenze lag bei Pinache. Das 1928 gebaute und im September 1929 in Betrieb genommene Umspannwerk Offenburg war das erste des Badenwerks, das als Freiluftanlage gebaut wurde. Im Februar 1931 wurde im Rahmen des erweiterten Verbundbetriebs die Verbindung mit dem Elektrizitätswerk Straßburg und damit dem französischen Stromnetz über Offenburg hergestellt. Die einkreisige Leitung überquerte südlich von Kehl den Rhein und band das Umspannwerk an der Straßburger Sporeninsel an. 
Im Jahr 1936 wurde auf der Höllentalbahn ein elektrischer Versuchsbetrieb aufgenommen, bei dem mit der Drehstromfrequenz von 50 Hz gearbeitet wurde, im Gegensatz zum Bahnstrom mit 16 2⁄3 Hz. Hierfür wurde bei Löffingen eine Schaltanlage gebaut, über die von der Leitung Villingen–Laufenburg in eine einkreisige Leitung gespeist werden konnte, die zu einem Unterwerk an der Strecke bei Titisee führte. Nach Umstellung der Bahnlinie auf den üblichen 16 2⁄3-Hz-Bahnstrom wurden die Leitung und die Schaltanlage demontiert.
Nachdem bereits die Verbindung Scheibenhardt–Mannheim an ihre Auslastungsgrenze gekommen war und 1938 um eine parallel verlaufende, zweikreisige 110-kV-Leitung ergänzt wurde, folgte 1942 die Auflegung des zweiten Stromkreises an der Strecke Scheibenhardt–Laufenburg. Dabei wurde auch das Umspannwerk Villingen um eine Freiluftanlage ergänzt. Ein weiteres neues Umspannwerk entstand im Frühjahr 1944 in Berau zur Aufnahme der elektrischen Energie aus den Kraftwerken Häusern und Witznau.
Wurden 1921 bei Gründung des Badenwerks noch 23 % aller Gemeinden mit Strom versorgt, stieg ihr Anteil bis 1952 auf 65 %. Das Umspannwerk Scheibenhardt wurde schon in den 1960er Jahren aufgegeben, die Leitung wurde daher nach Norden zum Umspannwerk Daxlanden verschwenkt. Der Name der Straße „Am alten Umspannwerk“ am Gut Scheibenhardt erinnert bis heute an die alte Anlage des Badenwerks.
Mit der Einführung höherer Spannungsebenen im Netz des Badenwerks verlor die Leitung nach dem Zweiten Weltkrieg nach und nach ihre überregionale Bedeutung. Zwischen 1954 und 1958 entstand eine 244 km lange 220-kV-Verbindung zwischen Mannheim-Rheinau, Daxlanden, Eichstetten und Gurtweil. Im Dezember 1967 wurde die 214 km lange 380-kV-Leitung vom Rheinhafen-Dampfkraftwerk Karlsruhe über Eichstetten nach Laufenburg fertiggestellt, die eine Gemeinschaftsleitung des Badenwerks mit dem RWE darstellte.

## Technische Beschreibung
Entlang der Leitungsstrecke wurden drei Arten von Freileitungsmasten eingesetzt. Im nördlichen Abschnitt von Scheibenhardt bis Mühlenbach wurden Tonnenmasten mit Verlängerungen an der oberen Traverse zur Aufnahme der Erdseile verbaut. Abspannmasten hatten eine zusätzliche Erdseiltraverse. Bereits die erste 110-kV-Leitung des Badenwerks war mit zwei Erdseilen ausgeführt, diese Bauform entwickelte sich zum Standard. Die Bergstrecke durch den Schwarzwald bis Villingen wurde aufgrund von Befürchtungen über Raureifbildung mit breiten Einebenenmasten ausgeführt (als „Schwenkmaste“ bezeichnet).
Der Abschnitt von Villingen nach Laufenburg führte zum Teil ebenfalls durch ein Gebiet mit hoher Gefahr von Rauhreifbildung, weshalb hier verstärkte Masten in Donauanordnung eingesetzt wurden. Die Masten wurden in durchschnittlich 200 m Entfernung zueinander aufgestellt, das größte Spannfeld betrug 670 m. Bei Neubauten von Leitungsmasten wurde die Ausführung an die der Originalmasten angelehnt. So besitzen auch die heute verwendeten, erneuerten Masten annähernd dieselbe Form der Traversen bei Tragmasten und eine zusätzliche Traverse bei Abspannmasten.
Zur Aufhängung der Leiterseile wurden von Beginn an Doppelkettenisolatoren mit 7 bis 8 Gliedern installiert. Aufgelegt wurden Bronzeseile mit 120 mm² Querschnitt und zwei Erdseile aus Stahl mit 72 mm² Querschnitt. Die Erdseile hatten eine viel höhere Bruchfestigkeit als die Leiterseile, da sie bei einem eventuellen Leiterseilriss als Kompensation dienen sollten.

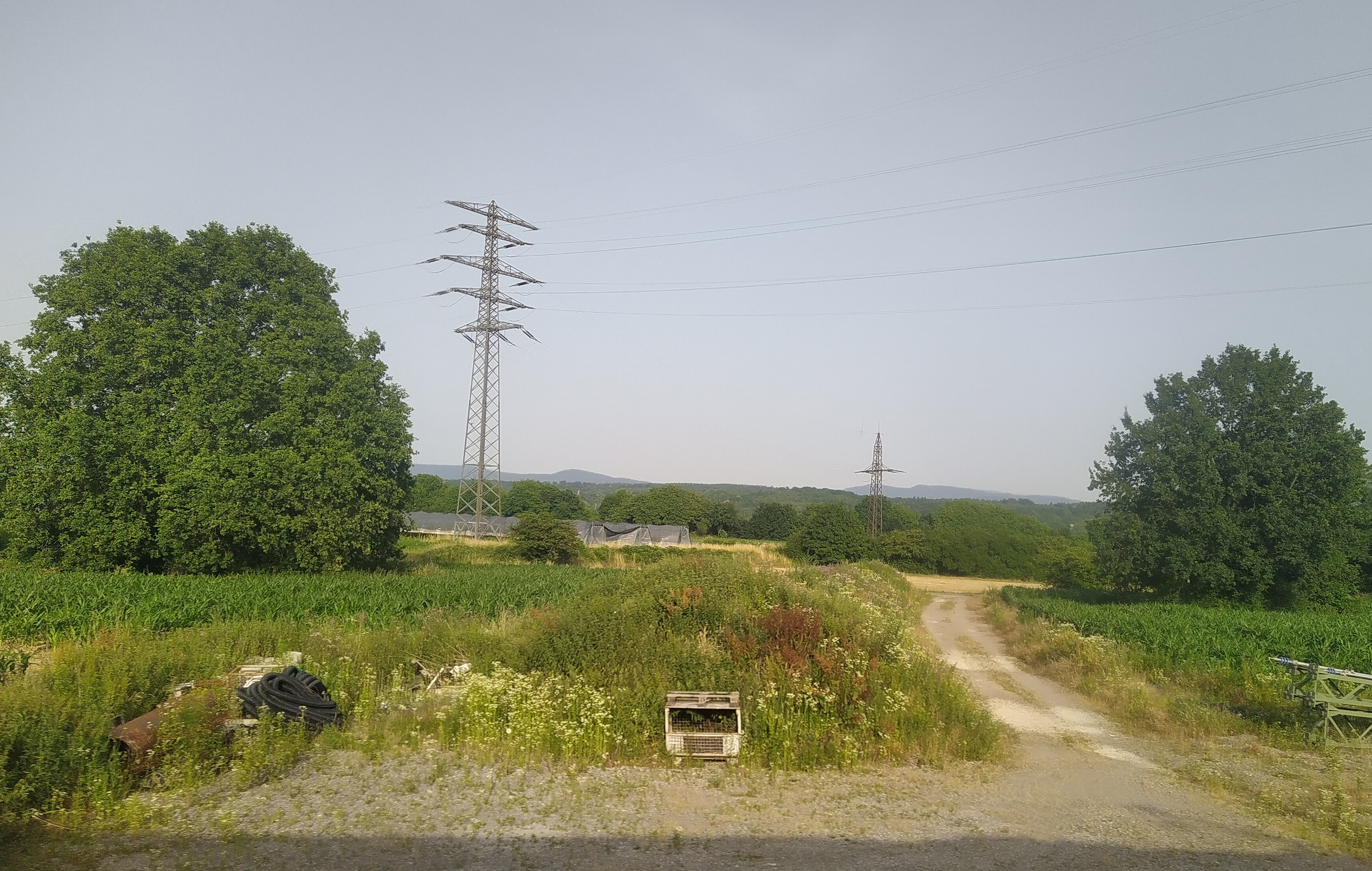
Erneuerter Mast bei Rastatt
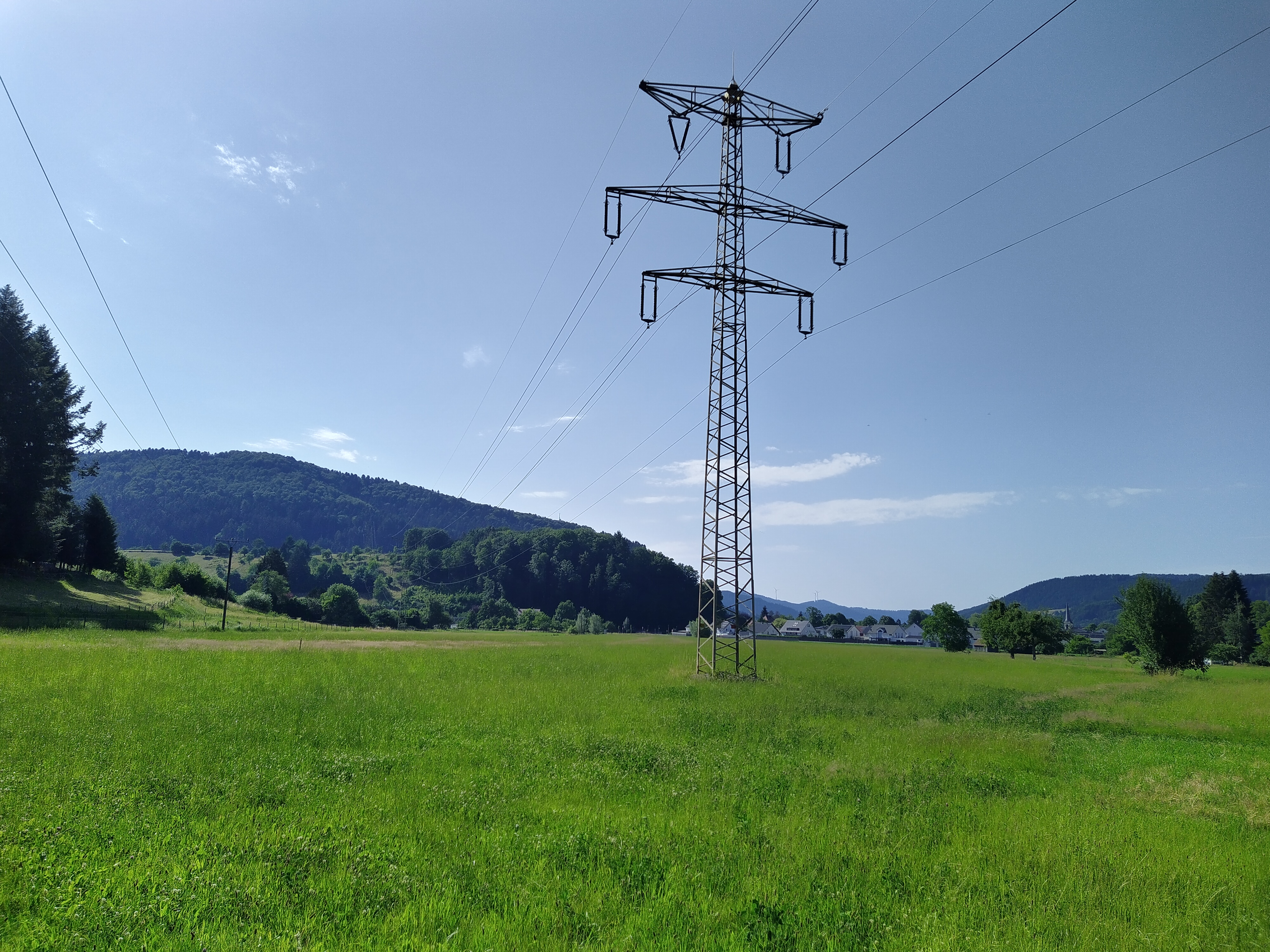
Tonnenmast von 1926 im Abschnitt Offenburg–Villingen
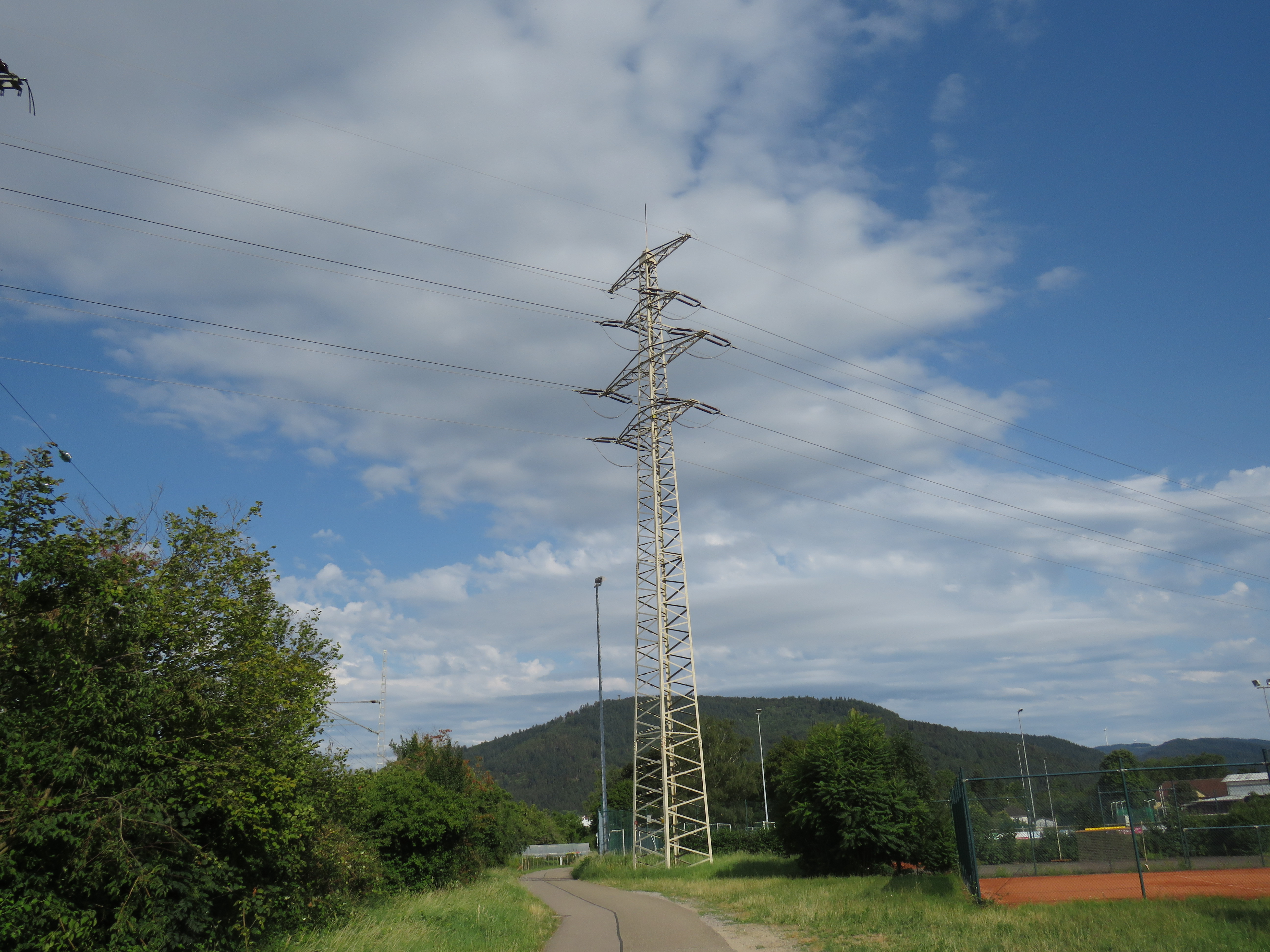
Abspannmast von 1926
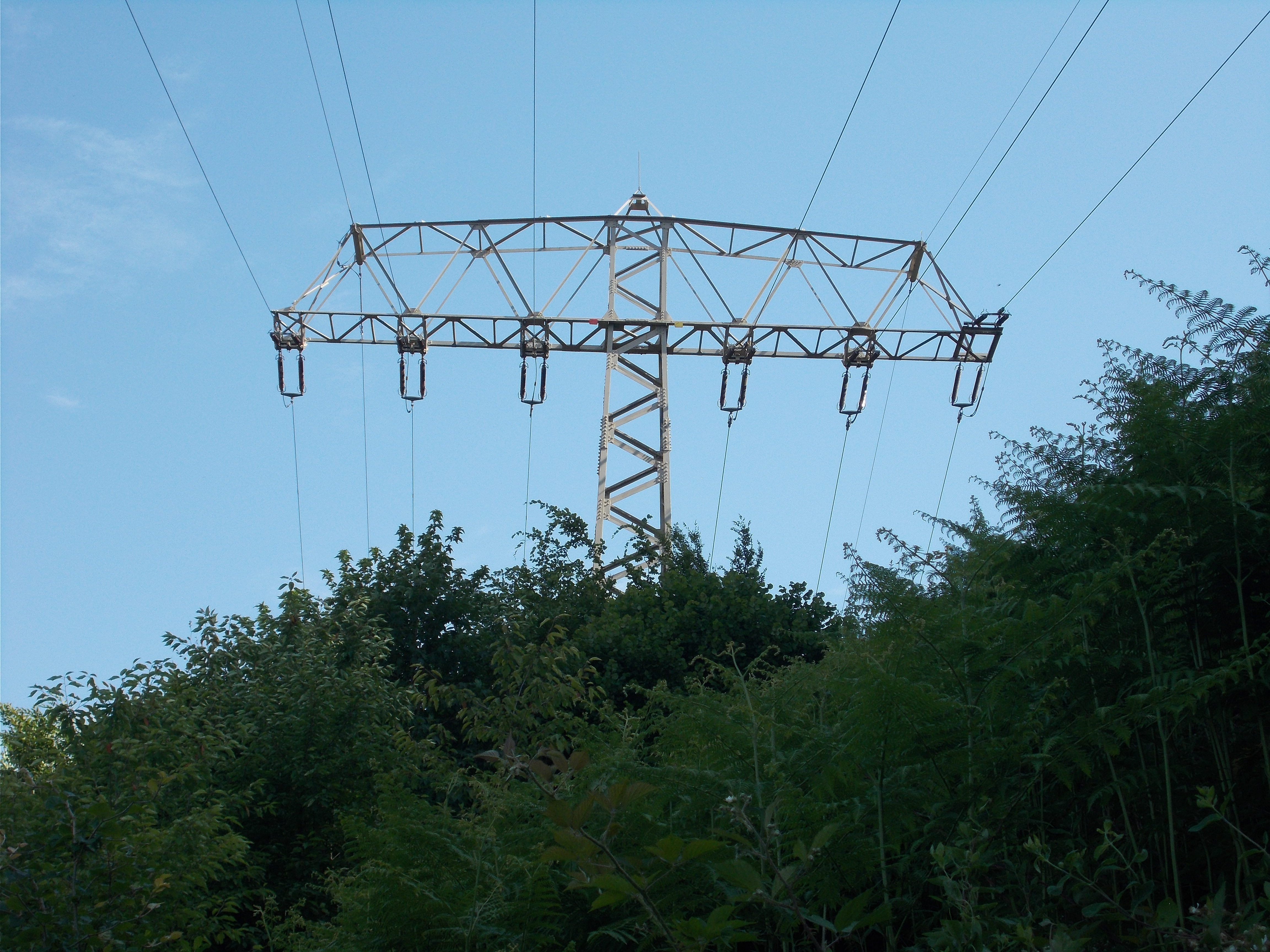
Abschnittsweise wurden Einebenenmasten mit breiter Traverse verwendet
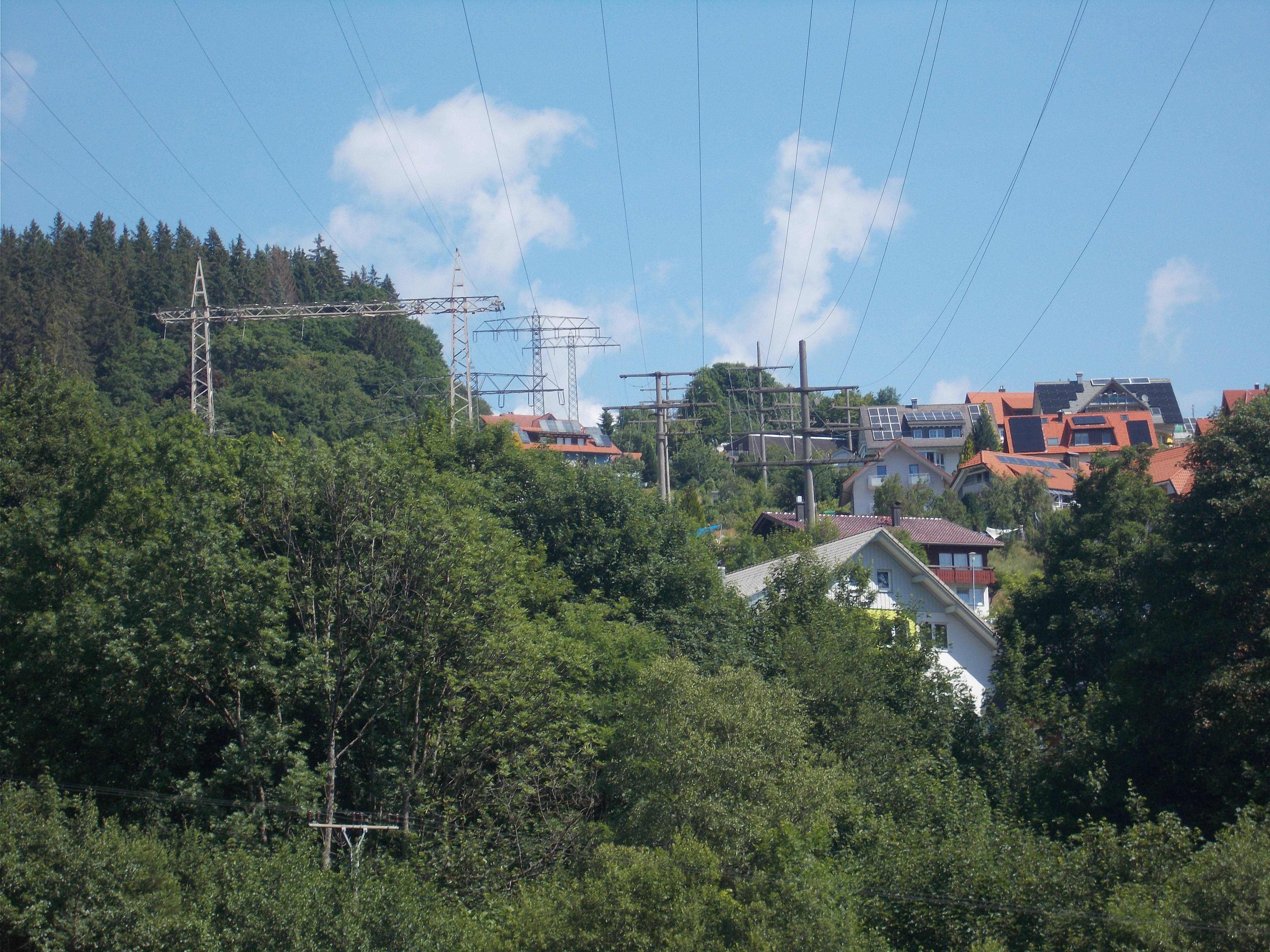
Für Talquerungen wurden ausladende Portalmasten (links) gebaut.